# Prova d'autore
Prova d'autore è una casa editrice italiana.

## Storia
La casa editrice Prova d'Autore è stata costituita nel 1987. La sede di Via Giacomo Leopardi a Catania è stata inaugurata, nello stesso anno, dal semiologo Jurij Lotman e dal prof. Nicolò Mineo, rettore della Facoltà di lettere dell'Università di Catania. Nella società è confluita la rivista bimestrale di letteratura Lunarionuovo, fondata ad Acireale nel 1978 da Mario Grasso. Hanno collaborato, tra i tanti: Sebastiano Addamo, Franco Arminio, Giorgio Barberi Squarotti, Elio Bartolini, Dario Bellezza, Alberto Bevilacqua, Gesualdo Bufalino, Antonio Di Grado, Gilberto Finzi, Aldo Gerbino, Giuliano Gramigna, Stefano Lanuzza, Franco Loi, Mario Lunetta, Valerio Magrelli, Angelo Maugeri, Daria Menicanti, Giuseppe Pontiggia, Giovanni Raboni, Silvio Rammat, Salvatore Scalia, Gregorio Scalise, Maria Luisa Spaziani, Leonardo Sciascia, Elvira Seminara, Patrizia Valduga, Cesare Viviani, Andrea Zanzotto, etc.
Sin dalla fondazione della rivista Lunarionuovo, tra il 1979 e il 1987 sono stati pubblicati sia libri di poesia, alcuni dei quali editi in coedizione con la "Società di poesia" (ed. Guanda), dei poeti: Angelo Maugeri, Roberto Carifi, Silvana Colonna, Nino De Vita, etc.
Dal 1987 il nome Lunarionuovo è rimasto alla nota rivista letteraria (che ha pubblicato in cartaceo fino al n.53 e poi, in edizione on-line, fino al 2021) e a una collana di Poesia (in edizione Prova d’Autore) che nei primi anni ha editato sillogi di Antonio Porta, Giancarlo Majorino e Gregorio Scalise, oltre a un "carteggio" dal titolo "Tra Quasimodo e Vittorini", curato da Rosa Quasimodo, sorella del premio Nobel e prima moglie di Elio Vittorini.
Oltre a pubblicare opere di narrativa, saggistica e poesia, sempre sotto la direzione di Mario Grasso la casa editrice Prova d'Autore ha promosso molte iniziative culturali tra cui le mostre fotografiche "Luoghi letterari siciliani" (legati agli scrittori S. D'Arrigo, G. Verga, V, Brancati, E. Patti, etc) nel 1986 e "Luoghi verghiani cent'anni dopo" nel 1989, entrambe le mostre a cura di Lorella Frasconà.
La mostra fotografica, nel 1987, dedicata a Taras Sevcenko e ai suoi dipinti, corredata dalla pubblicazione di una antologia di opere dedicate al grande Poeta ucraino, tradotto per la prima volta in Italia dal poeta Mario Grasso, col testo ucraino a fronte.
Altra mostra, nel 2001, di ritratti di scrittori siciliani dall'800 agli anni 2000 intitolata "Volti e pagine di Sicilia (da Serafino Amabile Guastella a Lara Cardella) realizzati dalla pittrice Tina Lo Re, mostra corredata da un ampio catalogo riproducente i ritratti stessi con le notizie bio-bibliografiche degli scrittori (schede redatte da più autori), a cura di Simona Noto, con la presentazione del prof. Nicolò Mineo. 

## Collane
- Alisei (poesia di autori già noti, tra cui Giancarlo Majorino, Gisella Pizzuto).
- Centovele (poesia di autori italiani e stranieri, tra i quali, Pietro Barcellona, Salvo Basso, Selenia Bellavia, Angela Bonanno, Grazia Calanna, Luigi Carotenuto, Adriano Di Stefano, Elio Distefano, Erica Donzella, Giovanni Fadda, Francesco Foti, Roberta Musumeci, Alfio Patti, Aurora Romeo, Valeria Spallino, Vittorio Stringi, Francesca Taibbi, Luigi Taibbi, Anna Vasta).
- Codiceverso (poesia nei dialetti d'Italia, collana diretta da Francesco Piga).
- Confronti / Consensi (biografie, schede biografico-critiche di artisti del figurativo e analisi di opere di scrittori e poeti italiani o stranieri; tra gli autori: Mario Grasso, Benedetto Radice, Gaetano Vincenzo Vicari).
- Ghibli (opere di poesia e narrativa di autori esordienti).
- Gloxinie (brevi prose, antologie di poesie, scritture insolite; tra gli autori: Margherita Verdi).
- Il suggeritore (opere di teatro; tra gli autori: Alfonso Gueli, Giuseppe Mazzone).
- Lunarionuovo (poesia di autori italiani, stranieri e dei dialetti; tra gli autori: Salvo Basso, Santo Calì, Stefano Lanuzza, Mario Grasso, Leonardo Sciascia, Manlio Sgalambro).
- Metope (narrativa impegnata, inchieste, raccolte di aforismi, epistolari e testimonianze, ricerche biografiche; tra gli autori: Gesualdo Bufalino, Mario Genco, Nicolò Mineo).
- Quaderni (atti di convegni di studi e narrativa di autori stranieri).
- Polene (costume e storia, traduzioni con testo a fronte, testi con illustrazioni fotografiche e disegni; tra gli autori: Rosa Quasimodo).
- Sale d'attesa (racconti e romanzi; tra gli autori: Nino Romeo).
- Tressule (narrativa di soli autori siciliani contemporanei; tra gli autori: Marcella Argento, Tony Barlesi, Mario Condorelli, Renata Governali, Massimo Maugeri, Francesco Nicolosi, Salvatore Scalia, Vladimir Di Prima).
- Valkirie (narrativa particolarmente insolita o sperimentale; tra gli autori: Michele Perriera)

A queste collane si aggiungono volumi di saggistica varia e narrativa e poesia pubblicate fuori collana, testimonianze storiche, letterarie, di costume del lavoro e della civiltà siciliana nel tempo e nell'attualità, annuari, almanacchi: tra gli autori Sebastiano Addamo, Dario Gargano, Lunaspina.
La casa editrice pubblica inoltre le riviste Lunarionuovo (bimestrale) e Sicilia illustrata. Art & libri (mensile).